# Electrobisium acutum
Genre
Espèce
Electrobisium acutum, unique représentant du genre Electrobisium, est une espèce fossile de pseudoscorpions de la famille des Cheiridiidae.

## Distribution
Cette espèce a été découverte dans de l'ambre de Birmanie. Elle date du Crétacé.

## Description
L'holotype mesure 1 040 µm.

## Publication originale
- Cockerell, 1917 : Arthropods in Burmese amber. American Journal of Science, vol. 4, no 44, p. 360-368 (texte intégral) (en).